# Дзюбенко Юрко Олексійович
Дзюбенко Юрко Олексійович (30 березня 1893, м. Київ - †10 січня 1974) - підполковник Армії УНР.

## Біографія
Останнє звання у російській армії - штабс-капітан.
На службі в Дієвій армії УНР з 1919 року. У 1920-1922 рр. - старшина 17-го легко-гарматного куреня 6-ї Січової дивізії Армії УНР. Подальша доля невідома.

## Вшанування пам'яті
28 травня 2011 року у мікрорайоні Оболонь було відкрито пам’ятник «Старшинам Армії УНР – уродженцям Києва». Пам’ятник являє собою збільшену копію ордена «Хрест Симона Петлюри». Більш ніж двометровий «Хрест Симона Петлюри» встановлений на постаменті, на якому з чотирьох сторін світу закріплені меморіальні дошки з іменами 34 старшин Армії УНР та Української Держави, які були уродженцями Києва (імена яких вдалося встановити історикам). Серед іншого вигравіруване й ім'я Юрія Дзюбенка.